# Rogers (Familienname)
Rogers ist ein englischer Familienname.

## Herkunft und Bedeutung
Der patronymische Name bedeutet „Sohn des Roger“.

## Varianten
- Rodgers, besonders in Schottland und Rodger

## Namensträger

### A
- Adam Rogers (* 1965), US-amerikanischer Jazz-Gitarrist und -Komponist
- Adela Rogers St. Johns (1894–1988), US-amerikanische Journalistin, Schriftstellerin und Drehbuchautorin
- Adrian Rogers (1931–2005), US-amerikanischer Theologe
- Alan Rogers (Fußballtrainer) (* 1924), englischer Fußballtrainer
- Alan Rogers (Fußballspieler, 1954) (* 1954), englischer Fußballspieler
- Alan Rogers (Fußballspieler, 1977) (* 1977), englischer Fußballspieler
- Alan Rogers (Rennfahrer), britischer Motorradrennfahrer
- Albert Bowman Rogers (1829–1889), US-amerikanischer Vermesser
- Alexander Rogers (1867–1934), britischer Sportschütze
- Alfie Rogers (* 1995), neuseeländisch-englischer Fußballspieler
- Allan Rogers (* 1932), britischer Politiker
- Amanda Rogers (* 1982), US-amerikanische Sängerin und Pianistin
- Andrew Rogers (Schauspieler, 1963) (* 1963), US-amerikanischer Schauspieler
- Andrew Rogers (Billardspieler), walisischer Billardspieler
- Andrew Rogers (Künstler), australischer Künstler
- Andrew Rogers (Musikproduzent), britischer Musikproduzent und Produzent des Glastonbury Festival
- Andrew Rogers (Schauspieler), US-amerikanisch-französischer Schauspieler
- Andrew J. Rogers (1828–1900), US-amerikanischer Politiker
- Anna Rogers (Tennisspielerin) (* 1998), US-amerikanische Tennisspielerin
- Annette Rogers (1913–2006), US-amerikanische Leichtathletin
- Annie Rogers (1856–1937), britische Förderin der Frauenbildung
- Anthony A. C. Rogers (1821–1899), US-amerikanischer Politiker
- Arthur William Rogers (1872–1946), britisch-südafrikanischer Geologe

### B
- Barry Rogers (1935–1991), US-amerikanischer Posaunist und Musikproduzent
- Benjamin Rogers (1837–1923), kanadischer Politiker
- Bernard Rogers (1893–1968), US-amerikanischer Komponist
- Bernard W. Rogers (1921–2008), US-amerikanischer General
- Billie Rogers (1917–2014), US-amerikanische Jazztrompeterin
- Bob Rogers (Politiker) (1921–2000), südafrikanischer Politiker
- Bob Rogers (Filmproduzent), US-amerikanischer Drehbuchautor, Regisseur und künstlerischer Leiter
- Brad Rogers, US-amerikanischer NFL-Schiedsrichter
- Brandon Rogers (Sänger) (* 1977), US-amerikanischer Sänger und Schauspieler
- Brandon Rogers (Eishockeyspieler) (* 1982), deutsch-US-amerikanischer Eishockeyspieler
- Bruce Holland Rogers (* 1958), US-amerikanischer Science-Fiction-, Fantasy- und Horrorautor
- Budge Rogers (* 1939), englischer Rugby-Union-Spieler
- Buddy Rogers (1904–1999), US-amerikanischer Schauspieler und Jazzmusiker, siehe Charles Rogers (Schauspieler)
- Buddy Rogers (Wrestler) (1921–1992), US-amerikanischer Wrestler
- Bunny Rogers (* 1990), US-amerikanische Künstlerin
- Byron G. Rogers (1900–1983), US-amerikanischer Politiker

### C
- Caitrin Rogers (* vor 2000), US-amerikanische Filmproduzentin und Filmeditorin
- Camryn Rogers (* 1999), kanadische Hammerwerferin
- Carl Rogers (1902–1987), US-amerikanischer Psychologe
- Carlos Rogers (Basketballspieler) (* 1971), US-amerikanischer Basketballspieler
- Carlos Rogers (Footballspieler) (* 1981), US-amerikanischer American-Football-Spieler
- Charles Rogers (Politiker) (1800–1874), US-amerikanischer Politiker
- Charles Rogers (Schauspieler) (Buddy Rogers; 1904–1999), US-amerikanischer Schauspieler und Jazzmusiker
- Charles Rogers (Segler) (* 1937), US-amerikanischer Segler
- Charles Rogers (Footballspieler) (1981–2019), US-amerikanischer American-Football-Spieler
- Charles Calvin Rogers (1929–1990), US-amerikanischer General und hochdekorierter Vietnamveteran
- Charles R. Rogers (1892–1957), US-amerikanischer Filmproduzent
- Charley Rogers (1887–1956), britischer Schauspieler, Regisseur und Drehbuchautor
- Chloe Rogers (* 1985), britische Hockeyspielerin
- Chris Rogers (Mathematiker) (* 1954), neuseeländischer Mathematiker
- Chris Rogers (Grasskiläufer), australischer Grasskiläufer
- Chris Rogers (Cricketspieler) (* 1977), australischer Cricket-Spieler
- Chris Rogers (Rugbyspieler) (* 1955), südafrikanischer Rugby-Union-Spieler
- Claude Rogers (1920–2005), englischer Mathematiker
- Clifford J. Rogers (* 1967), US-amerikanischer Historiker
- Clifford Joy Rogers (1897–1962), US-amerikanischer Politiker
- Craig G. Rogers (* 1971), US-amerikanischer Urologe
- Craven C. Rogers Jr. (1934–2016), Generalleutnant der US Air Force

### D
- Daniel Rogers (1754–1806), US-amerikanischer Politiker
- Danny Rogers (* 1994), irischer Fußballspieler
- Dave Rogers (* 1975), englischer Fußballspieler
- David Clayton Rogers (* 1977), US-amerikanischer Schauspieler, Autor und Filmproduzent
- David Rogers († 2013), US-amerikanischer Theaterautor
- Dayton Leroy Rogers (* 1953), Serienkiller
- Deborah Rogers († 2014), britische Literaturagentin
- Derek Rogers (Kameramann), kanadischer Kameramann
- Derek Rogers (Rugbyspieler) (* 1939), irischer Rugby-Union-Spieler
- Donald C. Rogers, US-amerikanischer Tontechniker
- Donald Philip Rogers (1908–2001), US-amerikanischer Pilzkundler
- Douglas Rogers (1941–2020), kanadischer Judoka
- Dwight L. Rogers (1886–1954), US-amerikanischer Politiker

### E
- Edith Nourse Rogers (1881–1960), US-amerikanische Politikerin
- Edward Rogers (Politiker) (1787–1857), US-amerikanischer Politiker (New York)
- Edward Rogers III. (* 1969), kanadischer Unternehmer
- Edward Samuel Rogers (1933–2008), kanadischer Unternehmer
- Elizabeth Barlow Rogers (* 1936), US-amerikanische Landschaftsdesignerin, Gartendenkmalpflegerin und Autorin
- Emily Rogers (* 1998), australische Synchronschwimmerin
- Eric Rogers (1921–1981), britischer Komponist, Dirigent und Arrangeur
- Erica Rogers (* 1939), südafrikanische Schauspielerin
- Ernest E. Rogers (1866–1945), US-amerikanischer Politiker
- Ernesto Nathan Rogers (1909–1969), italienischer Architekt
- Eugene R. Rogers (1924–2017), US-amerikanischer Schwimmer
- Everett M. Rogers (1931–2004), US-amerikanischer Innovationsforscher
- Ezekiel Rogers (~1590–1660), englischer Puritaner und Siedlerpionier

### F
- Fairman Rogers (1833–1900), US-amerikanischer Ingenieur, Pferdekundler und Kunstmäzen
- Fred Rogers (1928–2003), US-amerikanischer Fernsehmoderator

### G
- Gary Rogers (* 1981), irischer Fußballtorhüter
- George Rogers (Footballspieler) (* 1958), US-amerikanischer American-Football-Spieler
- George F. Rogers (1887–1948), US-amerikanischer Politiker
- George Lyttleton Rogers (1906–1962), irischer Tennisspieler
- George S. Rogers Jr. (* 1987), liberianischer Fußballschiedsrichter
- Gerda Rogers (* 1942), österreichische Astrologin und Radiomoderatorin
- Gil Rogers (1934–2021), US-amerikanischer Schauspieler
- Ginger Rogers (1911–1995), US-amerikanische Schauspielerin und Tänzerin
- Gordon B. Rogers (1901–1967), US-amerikanischer Generalleutnant
- Graham Rogers (* 1990), US-amerikanischer Schauspieler
- Gregory Rogers, ein Pseudonym von Darryl F. Zanuck (1902–1979), US-amerikanischer Filmproduzent und Regisseur
- Gregory Rogers (Schwimmer) (* 1948), australischer Schwimmer
- Gregory Rogers (Illustrator) (* 1957), australischer Autor und Illustrator
- Gretchen Woodman Rogers (1881–1967), US-amerikanische Malerin

### H
- Hal Rogers (* 1937), US-amerikanischer Politiker
- Hartley Rogers (1926–2015), US-amerikanischer Mathematiker
- Henk Rogers (* 1953), niederländischer Unternehmer
- Henry Darwin Rogers (1808–1866), US-amerikanischer Geologe

### I
- Ian Rogers (* 1960), australischer Schachspieler
- Iris Rogers (* 1930), englische Badmintonspielerin
- Ivan Rogers (* 1960), britischer Diplomat

### J
- Jake Wesley Rogers (* 1996), US-amerikanischer Sänger und Songwriter
- James Rogers (Politiker) (1795–1873), US-amerikanischer Politiker
- James Rogers (Bischof) (1826–1903), kanadischer Bischof von Bathurst
- James Rogers (Leichtathlet) (* 1933), guyanischer Sprinter
- James Rogers (Handballspieler) (* 1946), US-amerikanischer Handballspieler
- James Rogers (Spezialeffektkünstler), australischer Spezialeffektkünstler
- James Beeland Rogers (* 1942), US-amerikanischer Hedgefondsmanager und Schriftsteller, siehe Jim Rogers
- James Hotchkiss Rogers (1857–1940), US-amerikanischer Organist und Komponist
- James Edward Rogers (1838–1896), irischer Künstler und Architekt
- Jamess Rogers (* 1946), US-amerikanischer Handballspieler und Olympiateilnehmer
- Jane A. Rogers (* 1960), US-amerikanische Schauspielerin
- Jason Rogers (Baseballspieler) (* 1988), US-amerikanischer Baseballspieler
- Jason Rogers (Fechter) (* 1983), US-amerikanischer Fechter
- Jason Rogers (Leichtathlet) (* 1991), Sprinter von St. Kitts und Nevis
- Jane Rogers (* 1952), britische Autorin
- Jean Rogers (1916–1991), US-amerikanische Schauspielerin
- Jesse Rogers (1911–1973), US-amerikanischer Musiker
- Jim Rogers (Philanthrop) († 2014), US-amerikanischer Geschäftsmann und Philanthrop
- Jim Rogers (Politiker) (1935–2014), US-amerikanischer Politiker (Demokratische Partei)
- Jim Rogers (* 1942), US-amerikanischer Fondsmanager und Schriftsteller
- Jimmy Rogers (1924–1997), US-amerikanischer Blues-Gitarrist
- Joe Rogers (1964–2013), US-amerikanischer Politiker
- Joel Townsley Rogers (1896–1984), US-amerikanischer Schriftsteller
- John Rogers (Theologe) (1500–1555), englischer protestantischer Geistlicher und Märtyrer
- John Rogers (Prediger) (1627–1655?), englischer Theologe, Prediger und Arzt
- John Rogers (Mediziner) (1630–1684), englisch-amerikanischer Mediziner und Hochschullehrer
- John Rogers (Politiker, 1723) (1723–1789), US-amerikanischer Politiker, Mitglied des Kontinentalkongresses
- John Rogers (Gärtner) (1752–1842), englischer Gärtner
- John Rogers (Politiker, 1813) (1813–1879), US-amerikanischer Politiker, Mitglied des US-Repräsentantenhauses
- John Rogers (Künstler) (1829–1904), US-amerikanischer Künstler und Bildhauer
- John Rogers (Gouverneur) (1838–1901), US-amerikanischer Politiker
- John Rogers (Eishockeyspieler, 1910) (* 1910; † unbekannt), britischer Eishockeyspieler
- John Rogers (Jurist) (* 1947), irischer Attorney General
- John Rogers (Fußballspieler) (* 1950), englischer Fußballspieler
- John Rogers (Eishockeyspieler, 1953) (* 1953), kanadischer Eishockeyspieler
- John Rogers (Drehbuchautor), US-amerikanischer Drehbuchautor und Produzent
- John Rogers (Schauspieler) (1888–1963), US-amerikanischer Schauspieler
- John A. Rogers (* 1967), US-amerikanischer Physiker und Chemiker
- John F. W. Rogers (* 1956), US-amerikanischer Wirtschaftsmanager und Regierungsbeamter
- John H. Rogers (1845–1911), US-amerikanischer Politiker
- John Jacob Rogers (1881–1925), US-amerikanischer Politiker
- John M. Rogers (* 1948), US-amerikanischer Jurist
- John Raphael Rogers (1856–1934), US-amerikanischer Erfinder
- John W. Rogers (* 1958), US-amerikanischer Investor
- Johnny Rogers (* 1963), US-amerikanischer Basketballspieler
- Jonathan P. Rogers, US-amerikanischer Anwalt und Politiker
- Julia Rebecca Rogers (1854–1944), US-amerikanische Suffragistin und Philanthropin
- Julie Rogers (* 1943), britische Sängerin

### K
- Kasey Rogers (1925–2006), US-amerikanische Schauspielerin und Rennfahrerin
- Kelis Rogers, bekannt als Kelis (* 1979), US-amerikanische Sängerin
- Kenny Rogers (1938–2020), US-amerikanischer Sänger, Komponist und Schauspieler
- Kenny Rogers (Baseballspieler) (* 1964), US-amerikanischer Baseballspieler
- Kenny Rogers (Jazzmusiker) (* ≈1935), US-amerikanischer Jazzmusiker
- Kieron Rogers (* 1988), anguillanischer Leichtathlet
- Kim Rogers (* 1980), kanadische Fußballspielerin
- Kimaree Rogers (* 1994), Fußballspieler von St. Kitts und Nevis
- Kylie Rogers (* 2004), US-amerikanische Schauspielerin

### L
- Leonard James Rogers (1862–1933), britischer Mathematiker
- Lynn Rogers (Biologe) (* 1939), US-amerikanischer Biologe
- Lynn Rogers (Politiker) (* 1958), US-amerikanischer Politiker

### M
- Maggie Rogers (* 1994), US-amerikanische Sängerin, Songwriterin und Produzentin
- Marc E. Rogers (* um 1954), pensionierter Generalleutnant der US Air Force
- Mark Rogers (* 1986), US-amerikanischer Baseballspieler
- Marshall Rogers (1950–2007), US-amerikanischer Comiczeichner
- Martha Elisabeth Rogers (1914–1994), US-amerikanische Pflegetheoretikerin
- Martin Rogers (1925–2012), britischer Diplomat
- Martyn Rogers (Fußballspieler, 1955) (* 1955), englischer Fußballspieler
- Martyn Rogers (Fußballspieler, 1960) (1960–1992), englischer Fußballspieler
- Mat Rogers (* 1976), australischer Rugbyspieler
- Matthew Dionysius Rogers (* 1968), US-amerikanischer Schriftsteller
- Melville Rogers (1899–1973), kanadischer Eiskunstläufer
- Michelle Rogers (* 1976), britische Judoka
- Michael Rogers (Aktivist) (* 1964), US-amerikanischer Fundraiser und Aktivist für die Rechte Homosexueller
- Michael Rogers (Ornithologe) (Michael John Rogers; 1932–2006), englischer Ornithologe
- Michael Rogers (Radsportler) (* 1979), australischer Radrennfahrer
- Michael Rogers (Schauspieler) (Michael John Rogers; * 1964), kanadischer Schauspieler
- Michael Dennis Rogers (* 1958), US-amerikanischer Politiker aus Alabama, siehe Mike D. Rogers
- Michael J. Rogers (* 1963), US-amerikanischer Politiker aus Michigan, siehe Mike J. Rogers
- Michael R. Rogers (* 1954), kanadischer Eishockeyspieler, siehe Mike Rogers (Eishockeyspieler)
- Michael S. Rogers (* 1959), US-amerikanischer Marineoffizier, Vizeadmiral und Geheimdienstchef
- Mick Rogers (* 1946), englischer Gitarrist
- Mike Rogers (Eishockeyspieler) (* 1954), kanadischer Eishockeyspieler
- Mike Rogers (Snookerspieler), englischer Snookerspieler
- Mike D. Rogers (* 1958), US-amerikanischer Politiker
- Mike J. Rogers (* 1963), US-amerikanischer Politiker, Vorsitzender des ständigen Geheimdienstausschusses der USA
- Millicent Rogers (1902–1953), US-amerikanische Schmuckdesignerin, Kunstsammlerin und Aktivistin
- Mimi Rogers (* 1956), US-amerikanische Schauspielerin
- Morgan Rogers (* 2002), englischer Fußballspieler
- Morgan Callan Rogers (* 1952), US-amerikanische Schriftstellerin

### N
- Nancy H. Rogers (* 1948),  US-amerikanische Juristin und Politikerin (Demokratische Partei)
- Naomi Rogers (* 1958), australische Historikerin
- Nathanael Rogers (* 1987), US-amerikanischer Biathlet
- Nathaniel Rogers (1787–1844), US-amerikanischer Miniaturmaler
- Natosha Rogers (* 1991), US-amerikanische Leichtathletin
- Neomia Rogers (* 1940), US-amerikanische Hochspringerin
- Nicholas Rogers (Schauspieler) (* 1969), australischer Schauspieler und Fotomodell
- Nicholas Rogers (Leichtathlet) (* 1975), US-amerikanischer Langstreckenläufer
- Nicholas Rogers (Radsportler) (* 1987), US-amerikanischer Radsportler
- Nick Rogers (* 1977), britischer Segler
- Nigel Rogers (1935–2022), englischer Sänger und Dirigent
- Norman McLeod Rogers (1894–1940), kanadischer Politiker

### O
- Olan Rogers (* 1987), US-amerikanischer Komiker, Synchronsprecher, Schauspieler und Autor.

### P
- Patrick Rogers (1900–1963), irischer Politiker
- Paul Rogers (Schauspieler) (1917–2013), britischer Schauspieler
- Paul Rogers (1905–1990), US-amerikanischer Tätowierer, siehe Spaulding & Rogers
- Paul Rogers (Politikwissenschaftler) (* 1943), britischer Politikwissenschaftler
- Paul Rogers (Bassist) (* 1956), britischer Jazz-Bassist
- Paul Rogers (Fußballspieler) (* 1965), englischer Fußballspieler
- Paul Rogers (Grafiker), amerikanischer Grafiker
- Paul Rogers (Basketballspieler) (* 1973), australischer Basketballspieler
- Paul Grant Rogers (1921–2008), amerikanischer Politiker
- Paul Rogers (Filmeditor), US-amerikanischer Filmeditor
- Paul Rogers (Filmeditor), US-amerikanischer Filmeditor
- Peter Rogers (1914–2009), britischer Filmproduzent
- Peter P. Rogers (1937–2018), britisch-US-amerikanischer Umweltingenieur
- Phil Rogers (Keramiker) (1951–2020), walisischer Keramiker.
- Phil Rogers (* 1971), australischer Schwimmer, siehe Philip Rogers (Schwimmer)
- Philip Rogers (Segler) (1908–1961), kanadischer Segler
- Philip Rogers (Unternehmer) (1908–1994), britischer Unternehmer
- Philip Rogers (Schwimmer) (* 1971), australischer Schwimmer

### R
- Raevyn Rogers (* 1996), US-amerikanische Leichtathletin
- Raf Rogers, kanadischer Schauspieler und Synchronsprecher
- Randolph Rogers (1825–1892), US-amerikanischer Bildhauer
- Reggie Rogers († 2013), US-amerikanischer American-Football-Spieler
- Reuben Rogers (* 1974), US-amerikanischer Jazzmusiker
- Richard Rogers (Architekt) (1933–2021), britischer Architekt
- Richard D. Rogers, US-amerikanischer Tontechniker
- Richard Reid Rogers (1868–1949), US-amerikanischer Jurist
- Rico Rogers (* 1978), neuseeländischer Radrennfahrer
- Robbie Rogers (Robert Hampton Rogers III; * 1987), US-amerikanischer Fußballspieler
- Robert Rogers (1731–1795), britisch-amerikanischer Offizier
- Robert Rogers (Politiker) (1865–1936), kanadischer Unternehmer und Politiker (Konservative Partei)
- Robert Rogers (Ruderer) (Robert Peck Rogers, Bob Rogers; 1934–2017), US-amerikanischer Ruderer
- Robert Gordon Rogers (1919–2010), kanadischer Manager und Politiker
- Robert Samuel Rogers (1900–1968), US-amerikanischer Klassischer Philologe
- Robert William Rogers (1864–1930), US-amerikanischer Altorientalist
- Rodney Rogers (* 1971), US-amerikanischer Basketballspieler
- Ronald W. Rogers (1944–2013), US-amerikanischer Psychologe
- Rosemary Rogers (1932–2019), US-amerikanische Schriftstellerin
- Roy Rogers (1911–1998), US-amerikanischer Schauspieler und Countrysänger
- Roy Rogers (Gitarrist) (* 1950), US-amerikanischer Gitarrist und Musikproduzent
- Roy Rogers (Basketballspieler) (Roy Lee Rogers, Jr.; * 1973), US-amerikanischer Basketballspieler und -trainer
- Russell L. Rogers (1928–1967), US-amerikanischer Offizier und Astronaut
- Ruth Rogers-Altmann (1917–2015), österreichisch-amerikanische Malerin und Modedesignerin

### S
- Samuel St. George Rogers (1832–1880), US-amerikanischer Jurist, Plantagenbesitzer, Politiker und Offizier
- Shawnta Rogers (* 1976), US-amerikanischer Basketballspieler
- Shelby Rogers (* 1992), US-amerikanische Tennisspielerin
- Shorty Rogers (1924–1994), US-amerikanischer Jazzmusiker
- Sion Hart Rogers (1825–1874), US-amerikanischer Politiker
- Stan Rogers (1949–1983), kanadischer Sänger und Songwriter
- Steve Rogers (Baseballspieler) (Stephen Douglas Rogers; * 1949), US-amerikanischer Baseballspieler
- Steve Rogers (Rugbyspieler) (Steven Frederick Rogers; 1954–2006), australischer Rugby-League-Spieler
- Steve Rogers (Basketballspieler) (Steven Maurice Rogers; * 1968), US-amerikanischer Basketballspieler
- Steven Rogers (Schauspieler) (* 1937),  Schauspieler
- Steven Rogers (Drehbuchautor), US-amerikanischer Drehbuchautor und Filmproduzent
- Su Rogers (Susan Jane Rogers; * 1939), britische Architektin
- Suzanne Rogers (* 1943), US-amerikanische Schauspielerin

### T
- Thomas Rogers (1927–2007), US-amerikanischer Autor und Literaturkritiker
- Thomas Edward Rogers (1912–1999), britischer Diplomat
- Thomas Jones Rogers (1781–1832), US-amerikanischer Politiker
- Thurlow Rogers (* 1960), US-amerikanischer Radrennfahrer
- Todd Rogers (* 1973), US-amerikanischer Beachvolleyball-Spieler
- Tommy Rogers († 2015), US-amerikanischer Wrestler
- Tony Rogers (* 1957), neuseeländischer Leichtathlet
- Tristan Rogers (1946–2025), australischer Schauspieler

### W
- Walter E. Rogers (1908–2001), US-amerikanischer Politiker
- Wayne Rogers (1933–2015), US-amerikanischer Schauspieler und Unternehmer
- Weldon Rogers (1927–2004), US-amerikanischer Country-Musiker und Produzent
- Will Rogers (1879–1935), US-amerikanischer Humorist
- Will Rogers (Politiker) (1898–1983), US-amerikanischer Politiker
- Will Rogers junior (1911–1993), US-amerikanischer Politiker
- Will Rogers (Schauspieler), US-amerikanischer Schauspieler
- William Rogers (Grafiker) (um 1545–um 1605), englischer Grafiker
- William Barton Rogers (1804–1882), US-amerikanischer Geologe und Physiker, Gründer des MIT
- William Charles Rogers (* 1951), US-amerikanischer Golfspieler
- William D. Rogers (1927–2007), US-amerikanischer Diplomat
- William Findlay Rogers (1820–1899), US-amerikanischer Politiker
- William Gibbs Rogers (1792–1875), britischer Bild- und Holzschnitzer
- William Nathaniel Rogers (1892–1945), US-amerikanischer Politiker
- William P. Rogers (1913–2001), US-amerikanischer Politiker
- Woodes Rogers (1679–1732), britischer Freibeuter und Gouverneur der Bahamas
- Wynn Rogers (1919–1998), US-amerikanischer Badmintonspieler

### Y
- Yvonne Rogers (* 1999/2000), US-amerikanische Jazz- und Improvisationsmusikerin

### Kunstfigur
- Buck Rogers, Science-Fiction-Held